# Bactrianoscythris depranella
Bactrianoscythris depranella is een vlinder uit de familie dikkopmotten (Scythrididae). De wetenschappelijke naam van deze soort is voor het eerst geldig gepubliceerd in 2009 door Pietro Passerin d'Entrèves & Angela Roggero.

## Type
- holotype: "male. 5.-12.VI.1966. leg. H.G. Amsel. genitalia slide no. 9436 PdE"
- instituut: SMNK, Karlsruhe, Duitsland
- typelocatie: "Afghanistan, Kabulschlucht, 22 km E Kabul, 1650 m"